# Орєшкін Георгій Григорович
Георгій Григорович Орєшкін (26 лютого 1906, місто Кам'янське, тепер Дніпропетровської області — 1974, місто Феодосія, тепер Автономна Республіка Крим) — український радянський діяч, директор Дніпровського металургійного заводу імені Дзержинського Дніпропетровської області. Герой Соціалістичної Праці (19.07.1958). Кандидат технічних наук (1954), професор.

## Біографія
Народився у родині робітника. У 1916 році вступив до двокласного заводського училища, реорганізованого потім у семирічну школу, яку закінчив у 1921 році.
У 1924—1925 роках — вантажник, робітник Дніпропетровського металургійного заводу імені Григорія Івановича Петровського.
З 1925 року — на Кам'янському металургійному заводі імені Дзержинського. Працював слюсарем з ремонту металургійного устаткування.
Після створення при заводі металургійного технікуму вступив на вечірнє відділення. Незабаром технікум був перетворений у Кам'янський вечірній металургійний інститут імені Арсеничева, завдяки чому зміг здобути вищу освіту. На період навчання був переведений працювати в заводську лабораторію. У 1930 році закінчив інститут, отримавши спеціальність інженера-металурга.
У 1930—1940 роках — керівник доменної групи заводської лабораторії.
Член ВКП(б) з 1939 року.
З січня 1940 до липня 1941 року — начальник доменних печей № №  1—6 доменного цеху Дніпровського металургійного заводу імені Дзержинського Дніпропетровської області.
Під час німецько-радянської війни разом з підприємством був евакуйований на Урал, працював у 1941—1943 роках начальником доменної лабораторії Магнітогорського металургійного комбінату, забезпечував виробництво якісного чавуну.
У 1943 році повернувся до Дніпродзержинська і з листопада 1943 до 1951 року працював начальником доменного цеху Дніпровського металургійного заводу імені Дзержинського. Вже у вересні 1944 року були запущені в роботу дві доменні печі. 
Був активним раціоналізатором. Спільно з колективом авторів став винахідником технології випалення вапна у потоці виробництва агломерату (машина ПОР). З 1944 по 1961 рік економічний ефект від його винаходів і раціоналізаторських пропозицій склав 11,5 млн. рублів. 
У 1951—1954 роках — головний інженер Дніпровського металургійного заводу імені Дзержинського Дніпропетровської області.
У 1954—1962 роках — директор Дніпровського металургійного заводу імені Дзержинського Дніпропетровської області.
Указом Президії Верховної Ради від 19 липня 1958 року за видатні успіхи, досягнуті у справі розвитку чорної металургії, Орєшкін Георгію Григоровичу присвоєно звання Героя Соціалістичної Праці з врученням ордена Леніна і золотої медалі «Серп і Молот». 
У 1962 році був звільнений з посади директора за власним бажанням у зв'язку із станом здоров'я. Деякий час працював в доменній групі технічного відділу.
За завданням Міністерства чорної металургії СРСР виїжджав у тривалі відрядження на будівництво металургійних комбінатів у Фінляндію (головним інженером-консультантом комбінату) і Єгипет (Хелуанський металургійний завод).
Автор багатьох винаходів, більше 50 публікацій, у тому числі книги «Раціоналізація роботи доменних печей» (1961).
Потім — на пенсії. Похований на сільському кладовищі в селищі Щебетовка біля міста Феодосії у Криму. 

## Нагороди
- Герой Соціалістичної Праці (19.07.1958)
- три ордени Леніна (6.02.1951, 8.12.1951, 19.07.1958)
- орден Трудового Червоного Прапора (5.05.1949)
- медалі
- Ленінська премія (1960, за впровадження природного газу в доменне виробництво)
- Сталінська премія І ст. (1951)
- Заслужений винахідник Української РСР (1962)